# Ло Чжицзюнь
Ло Чжицзюнь (кит. трад. 羅志軍, упр. 罗志军, пиньинь Luó Zhìjūn, палл. Ло Чжицзюнь; 28 ноября 1951, Линъюань, Жэхэ — 1 апреля 2023) — китайский политик, член ЦК КПК 18 созыва (кандидат 17 созыва), глава парткома КПК провинции Цзянсу в 2010—2016 годах.

## Биография
Степень магистра получил в Китайском университете политологии и права.
В 1968—1978 годах служил в Североморской флотилии.
До ранних 1990-х работал в аппарате ЦК КСМК.
С 1995 года работал в Нанкине (столица провинции Цзянсу), в 2002—2008 годах мэр города, с апреля 2003 года по 2008 год глава горкома КПК, в те же годы член посткома парткома провинции Цзянсу.
В 2008—2010 годах губернатор и замглавы парткома провинции Цзянсу (Восточный Китай), с декабря 2010 года глава парткома КПК провинции Цзянсу и с 2011 года пред. ПК СНП провинции.
С марта 2018 года председатель комитета сельского хозяйства Народного политического консультативного совета Китая.
Умер 1 апреля 2023 года из-за болезни в Пекине в возрасте 71 года. Центральное информационное агентство, и «Sing Tao Daily» утверждали, что Ло Чжицзюнь покончил с собой.